# Adelpha

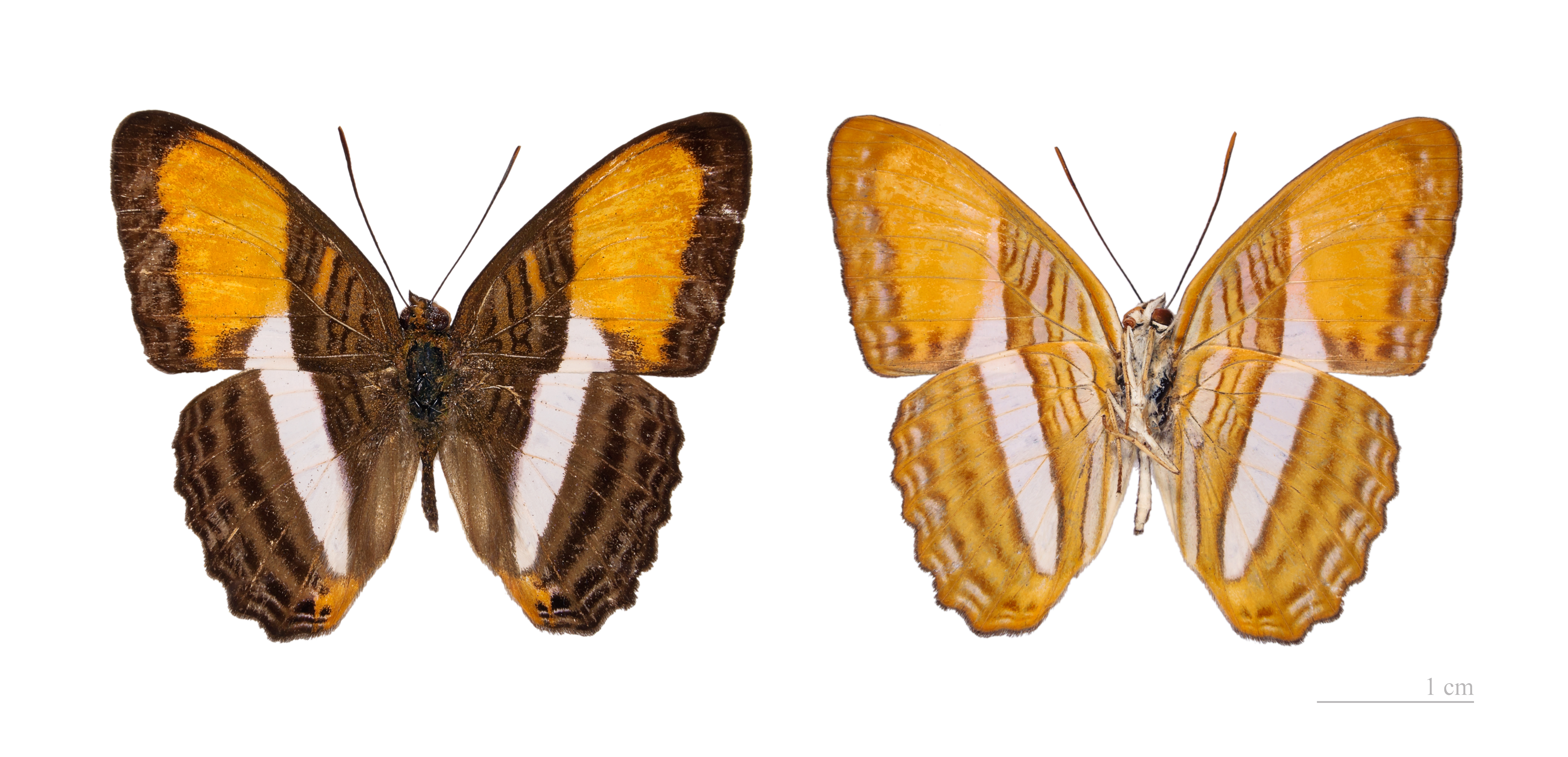
Adelpha cytherea

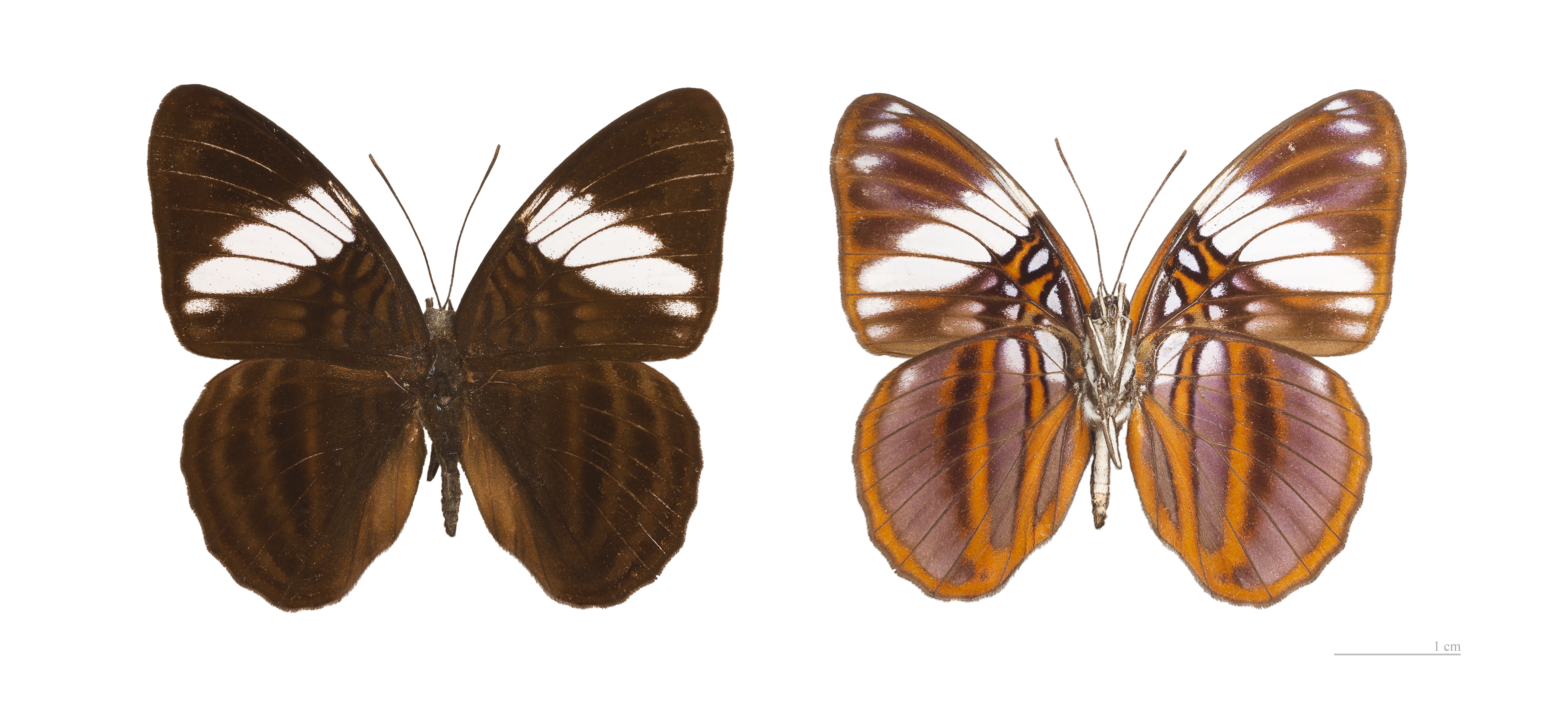
Adelpha epione

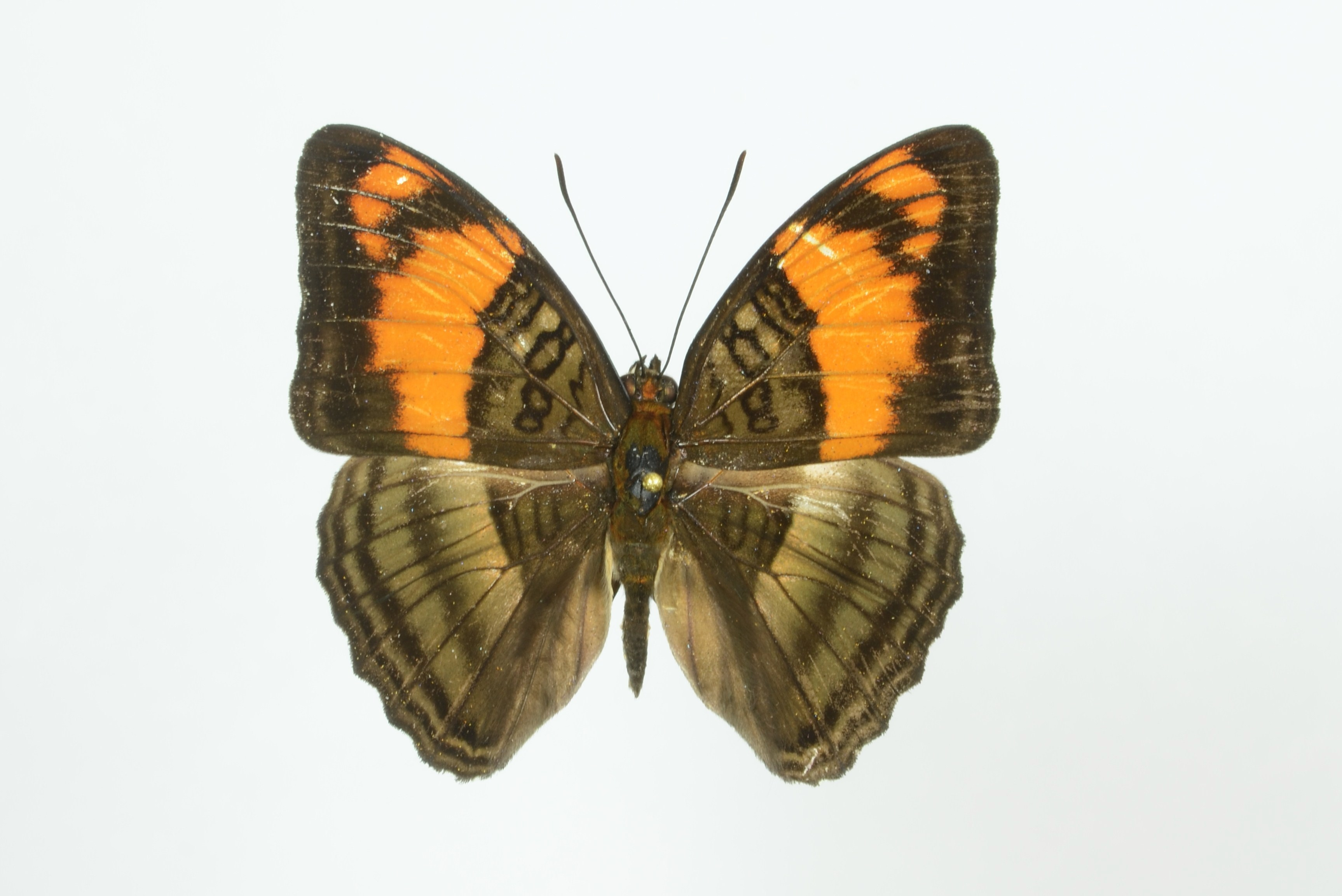
Adelpha mesentina

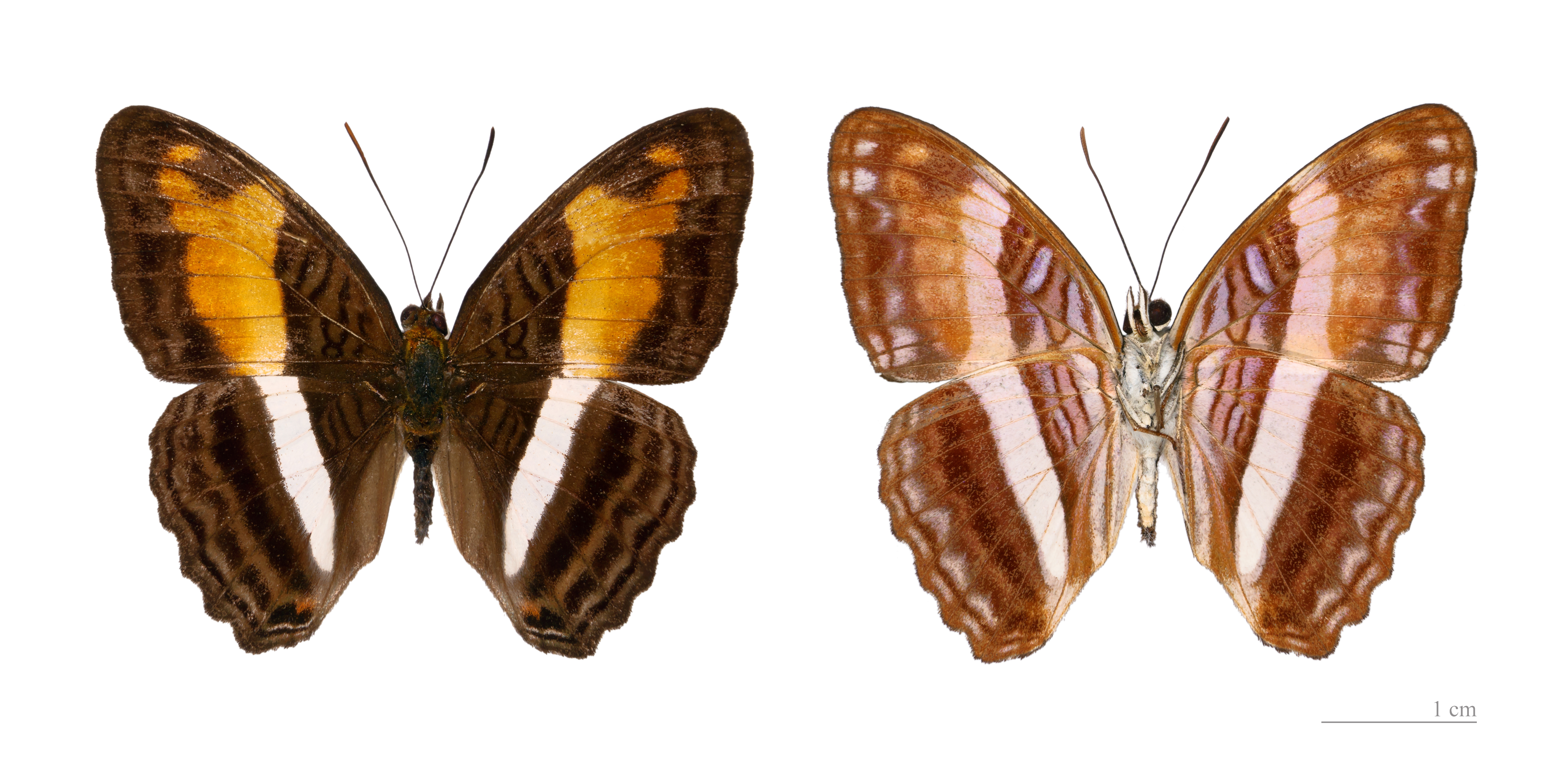
Adelpha viola

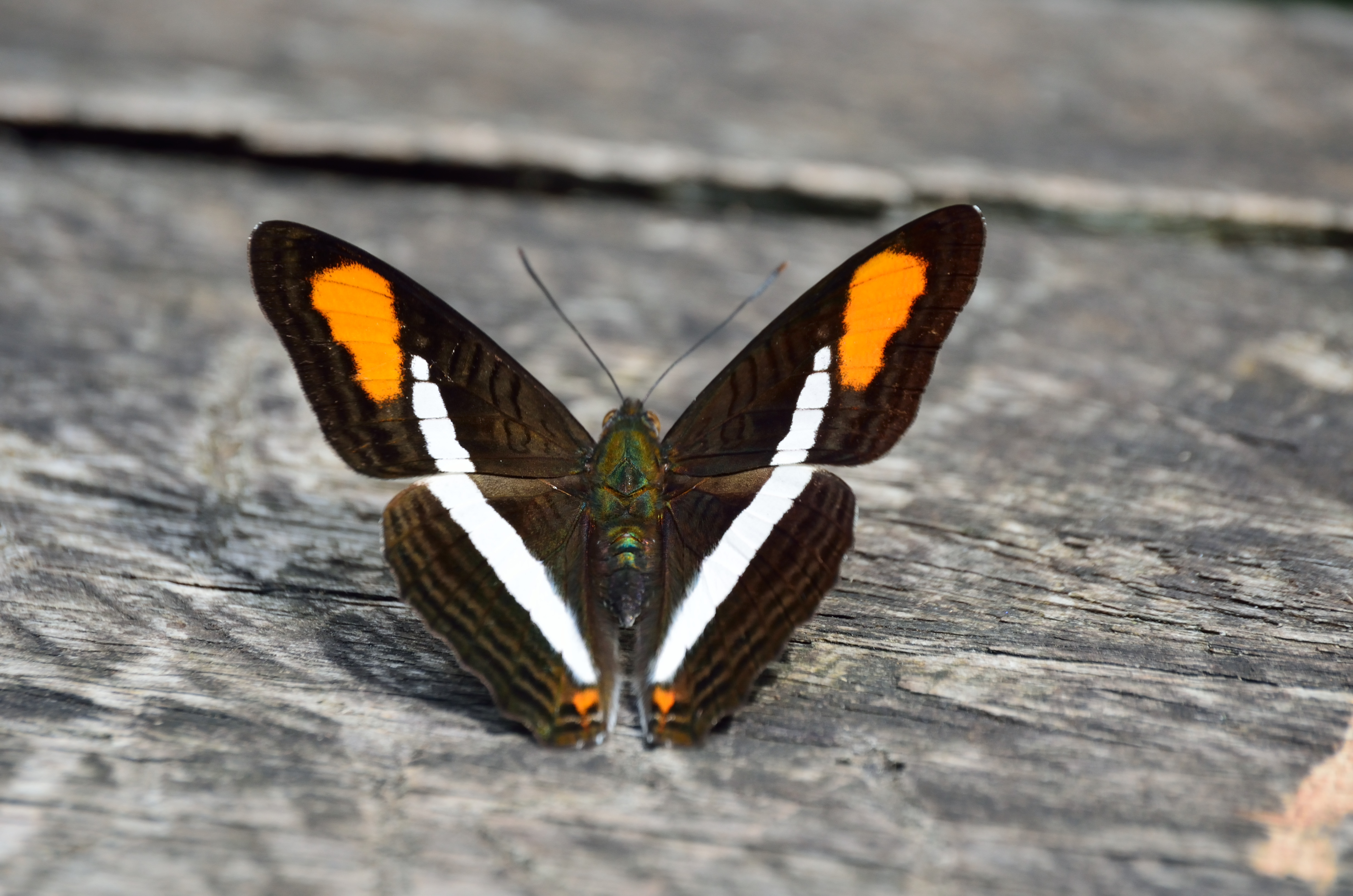
Adelpha syma

Adelpha é um gênero de borboletas.

## Espécies
- Adelpha alala (Hewitson, 1847)
- Adelpha aricia (Hewitson, 1847)
- Adelpha corcyra (Hewitson, 1847)
- Adelpha donysa (Hewitson, 1847)
- Adelpha pithys (Bates, 1864)
- Adelpha tracta (Butler, 1872)
- Adelpha barnesia Schaus, 1902
- Adelpha capucinus (Walch, 1775)
- Adelpha barnesia Schaus, 1902
- Adelpha epizygis Fruhstorfer, 1915
- Adelpha fabricia Fruhstorfer, 1913
- Adelpha argentea Willmott & Hall, 1995
- Adelpha boreas (Butler, 1866)
- Adelpha cocala (Cramer, 1779)
- Adelpha coryneta (Hewitson, 1874)
- Adelpha erymanthis Godman & Salvin, 1884
- Adelpha felderi (Boisduval, 1870)
- Adelpha irmina (Doubleday, 1848)
- Adelpha jordani Fruhstorfer, 1913
- Adelpha justina (C. & R. Felder, 1861)
- Adelpha lamasi Willmott & Hall, 1999
- Adelpha leucophthalma (Latreille, 1809)
- Adelpha levona Steinhauser & Miller, 1977
- Adelpha milleri Beutelspacher, 1976
- Adelpha olynthia (C. & R. Felder, 1867)
- Adelpha rothschildi Fruhstorfer, 1913
- Adelpha salus Hall, 1935
- Adelpha saundersii (Hewitson, 1867)
- Adelpha shuara Willmott & Hall, 1995
- Adelpha sichaeus (Butler, 1866)
- Adelpha stilesiana DeVries & Chacón, 1982
- Adelpha zina (Hewitson, 1867)
- Adelpha abyla (Hewitson, 1850)
- Adelpha basiloides (Bates, 1865)
- Adelpha calliphane Fruhstorfer, 1915
- Adelpha falcipennis Fruhstorfer, 1915
- Adelpha gavina Fruhstorfer, 1915
- Adelpha iphicleola (Bates, 1864)
- Adelpha iphiclus (Linnaeus, 1758)
- Adelpha mythra (Godart, 1824)
- Adelpha plesaure Hübner, 1823
- Adelpha poltius Hall, 1938
- Adelpha thessalia (C. & R. Felder, 1867)
- Adelpha thoasa (Hewitson, 1850)
- Adelpha erotia (Hewitson, 1847)
- Adelpha lycorias (Godart, 1824)
- Adelpha mesentina (Cramer, 1777)
- Adelpha phylaca (Bates, 1866)
- Adelpha thesprotia (C. & R. Felder, 1867)
- Adelpha bredowii Geyer, 1837
- Adelpha diocles Godman & Salvin, 1878
- Adelpha eulalia E. Doubleday, 1848)
- Adelpha herbita Weymer, 1907
- Adelpha hyas (Doyère, 1840)
- Adelpha nea (Hewitson, 1847)
- Adelpha paraena (Bates, 1865)
- Adelpha paroeca (Bates, 1864)
- Adelpha radiata Fruhstorfer, 1915
- Adelpha seriphia (C. & R. Felder, 1867)
- Adelpha serpa (Boisduval, 1836)
- Adelpha zea (Hewitson, 1850)
- Adelpha abia (Hewitson, 1850)
- Adelpha amazona Austin & Jasinski, 1999
- Adelpha atlantica Willmott, 2003
- Adelpha attica (C. & R. Felder, 1867)
- Adelpha boeotia (C. & R. Felder, 1867)
- Adelpha cytherea (Linnaeus, 1758)
- Adelpha demialba (Butler, 1872)
- Adelpha delinita Fruhstorfer, 1913
- Adelpha ethelda (Hewitson, 1867)
- Adelpha epione (Godart, 1824)
- Adelpha fessonia (Hewitson, 1847)
- Adelpha gelania (Godart, 1824)
- Adelpha heraclea (C. & R. Felder, 1867)
- Adelpha hesterbergi Willmott & Hall, 1999
- Adelpha leuceria (Druce, 1874)
- Adelpha leucerioides Beutelspacher, 1975
- Adelpha malea (C. & R. Felder, 1861)
- Adelpha melona (Hewitson, 1847)
- Adelpha naxia (C. & R. Felder, 1867)
- Adelpha pollina Fruhstorfer, 1915
- Adelpha salmoneus (Butler, 1866)
- Adelpha syma (Godart, 1824)
- Adelpha viola Fruhstorfer, 1913